# Punta del Bou
La Punta del Bou és una muntanya de 658 metres que es troba entre els municipis de la Pobla de Cérvoles i de Juncosa, a la comarca catalana de les Garrigues.